# Лана Басташич
Лана Басташич - боснійська письменниця. 

## Біографія
Лана Басташич народилася в Загребі в 1986 році. Вивчала англійську мову та культурологію в університетах Баня-Луки та Белграда. Захистила кандидатську дисертацію з культурології на факультеті образотворчих мистецтв у Белграді. У Празі вона здобула міжнародний сертифікат як вчитель англійської мови.
У 2016 році вона заснувала видаввництво разом з іспанським професором літератури Борха Багуньєю в Барселоні. Там же видається каталонський літературний журнал Carn de Cap. Вона була запрошеним автором у Сараєво (2019) та у Фонді Санта-Маддалена в Тоскані (2020). Вона запрошена в Цюрих з лютого по червень 2021 року як письменниця.
Басташич виступила ініціаторкою проекту «Три + три сестри», який пропагує літературну творчість жінок у балканському регіоні. Вона є членом ПЕН-центру Боснії та Герцеговини.
Басташич живе в Белграді та Загребі. 

## Творчість
Басташич опублікувала дві збірки оповідань: «Постійні пігменти» (SKC, Крагуевац 2010) та «Феєрверки» (Чекіч, Белград 2013). Вона видала книгу з оповіданнями для дітей «Настя малює сонце» (Баня-Лука 2015, ілюстрації Сандри Дукіч). Вона писала в різних жанрах: новели, дитячі оповідання, поезії, сценічні п'єси та романи.
У 2014 році вона отримала першу премію за збірку віршів на Днях поезії в Заєчарі та опублікувала «Наївний триптих про Боснію та смерть».
Її перший роман "Злови кролика" був опублікований у Белграді в 2018 році, а передрукований у Сараєво в 2019 році. Він потрапив у шорт-лист премії NIN 2019 року і виграв літературну премію Європейського Союзу у 2020 році. Роман перекладено 12 мовами. 